# Psylliodes picinus
Psylliodes picinus (o Psylliodes picina) es una especie de insecto coleóptero de la familia Chrysomelidae. Fue descrita en 1802 por Marsham.